# Manuela Urroz
Manuela Urroz (24 september 1991) is een Chileens hockeyster.

## Levensloop
Urroz was actief bij Antwerp HC en Oranje-Rood. in 2020 keerde ze terug naar de Antwerpse club.
Daarnaast is ze actief bij de Chileense nationale ploeg. In deze hoedanigheid nam ze onder meer deel aan de Champions Challenge van 2009 en het wereldkampioenschap van 2022.